# 弗吉尼亞鎮區 (愛荷華州沃倫縣)
弗吉尼亞鎮區（英語：Virginia Township）是位於美國愛荷華州沃倫縣的一個行政鎮區。

## 地方資料
根據2010年美國人口普查的數據，弗吉尼亞鎮區的面積為94.41平方千米，當中陸地面積為94.14平方千米，而水域面積為0.27平方千米。當地共有人口1051人，而人口密度為每平方千米11.13人。